# Juliette Mante-Rostand
Pour les autres membres de la famille, voir Famille Rostand.
Pour les articles homonymes, voir Rostand.
Juliette Mante-Rostand, née le 5 janvier 1872 à Marseille et morte le 13 juin 1956 à Paris, est une pianiste et salonnière française.

## Biographie

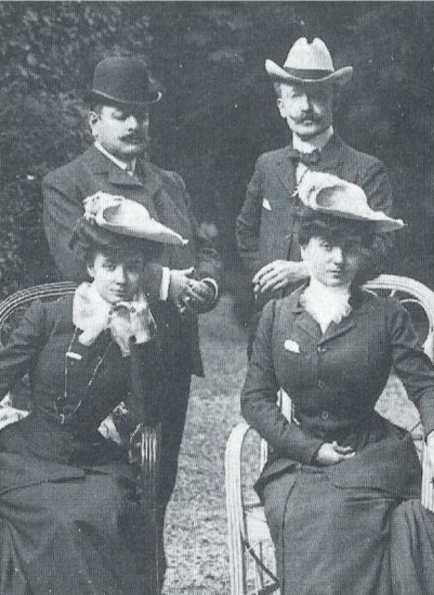
Louis et Juliette (Rostand) Mante, Pierre et Jeanne (Rostand) de Margerie.

Juliette Rostand est la fille d'Eugène Rostand et la sœur de l'académicien Edmond Rostand. Elle épouse l'industriel Louis Mante (1857-1939), fils naturel de l'armateur et industriel marseillais Victor Régis (1803-1883), propriétaire du château de la Buzine, du château Régis et du château de la Reynarde, et de Rose Mante.
Ils seront les parents de quatre enfants, dont l'homme d'affaires Gérard Mante, qui épousera Suzy Proust (fille de Robert Proust, nièce et seule héritière de Marcel Proust) et dont la fille Marie-Claude épousera Claude Mauriac, ainsi que les beaux-parents de Jean Rostand, fils d'Edmond Rostand (cité ci-dessus) et époux d'Andrée Mante. En 1893, Juliette et Louis acquierent le château de Redon, à Marseille, depuis connu sous le nom de «Valmante».
Ayant reçu une solide formation musicale, elle devient une pianiste remarquée et consacre son temps au développement de la musique et à la défense des artistes. Elle joua dans les salons parisiens, et reçu elle-même en son hôtel particulier parisien du no 118 de la rue du Bac, dont elle fait un lieu privilégié pour la musique et les musiciens.
Ainsi, lors d'une matinée musicale, le 23 juin 1934, au cours de laquelle elle accompagnait Pierre Bernac dans des mélodies françaises, elle contribue à la naissance du duo entre Francis Poulenc et Pierre Bernac.
Elle est membre du comité fondateur des concerts de La Sérénade.
Le compositeur Pierre de Bréville lui dédie des pièces pour piano.

## Publications
- Lettres de Juliette Mante-Rostand à Francis Poulenc, Valmante, 18 juillet 1944

## Pour approfondir